# Southborough (Massachusetts)
Southborough é uma vila localizada no condado de Worcester no estado estadounidense de Massachusetts. No Censo de 2010 tinha uma população de 9.767 habitantes e uma densidade populacional de 242,73 pessoas por km².

## Geografia
Southborough encontra-se localizado nas coordenadas 42° 17′ 59″ N, 71° 31′ 42″ O. Segundo o Departamento do Censo dos Estados Unidos, Southborough tem uma superfície total de 40.24 km², da qual 36.32 km² correspondem a terra firme e (9.75%) 3.92 km² é água.

## Demografia
Segundo o censo de 2010, tinha 9.767 pessoas residindo em Southborough. A densidade populacional era de 242,73 hab./km². Dos 9.767 habitantes, Southborough estava composto pelo 88.1% brancos, o 0.91% eram afroamericanos, o 0.16% eram amerindios, o 8.34% eram asiáticos, o 0.01% eram insulares do Pacífico, o 0.66% eram de outras raças e o 1.81% pertenciam a duas ou mais raças. Do total da população o 2.78% eram hispanos ou latinos de qualquer raça.